# Лиутгарда Люксембургская
Лиутгарда Люксембургская (лат. Liutgardis, фр. Luitgarde, нем. Liutgard, нидерл. Liutgard; между 965 и 970 — 14 мая после 1005) — жена графа Западной Фрисландии (Голландии) Арнульфа из династии Герульфингов, регент Западной Фрисландии при малолетнем Дирке III в 988—1005 годах.

## Биография
Год рождения Лиутгарды, дочери графа Люксембурга Зигфрида и Гедвиги, неизвестен. Предполагается, что она могла родиться между 965 и 970 годами.
В 980 году Лиутгарда была помолвлена с Арнульфом, наследником графа Западной Фрисландии Дирка II. Позже был заключён и брак, но точная дата его неизвестна. Предположительно он был заключён ранее 989 года, поскольку старший сын Лиутгарды Дирк III родился не позже 990 года. В 988 году Арнульф унаследовал отцовские владения.
18 сентября 993 года в битве у Винкеля против фризов погиб граф Арнульф. Поскольку старший сын и наследник Арнульфа, Дирк III, был ещё мал, то регентом при нём стала его мать, Лиутгарда. При поддержке императора Священной Римской империи Оттона III Лиутгарде удалось сохранить для сына его наследственные владения.
20 сентября 993 года Лиутгарда сделала пожертвование аббатству святого Петра в Генте для поминания мужа.
После смерти в 1002 году императора Оттона III его преемником стал герцог Баварии Генрих IV (под именем Генрих II), женатый на сестре Лиутгарды Кунигунде. Благодаря этому Лиутгарда пользовалась поддержкой императора Генриха II. По сообщению Титмара Мерзебургского в июне 1005 года с помощью флота, присланного императором Генрихом, Лиутгарда смогла подавить восстание фризов.
Год смерти Лиутгарды неизвестен: в документах, включая Annales Egmundani, сведения об этом противоречивы. Последний раз она достоверно упоминалась в 1005 году. Похоронена Лиутгарда была в родовой усыпальнице графов Голландии в Эгмондовском аббатстве, но её могила не сохранилась, поскольку была разрушена в 1573 году во время восстания Гёзов.

## Семья
Муж: после 980 года — граф Западной Фрисландии (Голландии) с 988 года Арнульф (между 950 и 955 — 18 сентября 993). Дети:
- Дирк III (около 981/990 — 27 мая 1039), граф Западной Фрисландии (Голландии) с 993 года
- Зигфрид (умер 5 июня 1030), земский фогт Западной Фрисландии
- (?) Алейда; 1-й муж: граф Булони Бодуэн II (около 990 — около 1033); 2-й муж: граф Понтье Ангерран I (умер около 1045).

По мнению ряда исследователей, дочерью Лиутгарды и Арнульфа могла быть Гертруда (умерла 21 июля 1077), жена графа Людольфа Брауншвейгского, который благодаря этому мог унаследовать Фризскую марку. Однако данная версия не имеет документального подтверждения, так как не существует доказательств, что Арнульф Гентский владел Средней Фрисландией. Кроме того, у этой версии существуют проблемы с хронологией